# Polubaše
Polubaše falu Horvátországban, Eszék-Baranya megyében. Közigazgatásilag Nekcséhez tartozik.

## Fekvése
Eszéktől légvonalban 48, közúton 57 km-re nyugatra, Diakovártól légvonalban 25, közúton 40 km-re északnyugatra, községközpontjától légvonalban 10, közúton 18 km-re délre, Szlavónia középső részén, a Krndija-hegység északi részén, a Longya-patak völgyében fekszik.

## Története
A régészeti leletek tanúsága szerint területe már az őskor óta lakott volt. A nekcsei városi múzeum és a zágrábi régészeti intézet munkatársai 2015 novemberében Nekcse község déli határában feltárásokat végeztek. Ezek során Polubaše területén hét lelőhelyet azonosítottak. A legrégibb leletek, az i. e. 6. évezredből az újkőkorból származnak. Ezek a Longya-pataktól és a Polubašéra vezető makadámúttól nyugatra fekvő enyhe lejtésű domboldal északkeleti lejtőiről származnak. Itt a szántóföldön csiszolt kőeszközöket és néhány finoman megmunkált cseréptöredéket találtak. Az i. e. 4300 és 4000 közötti időből származnak azok a kőeszközök, köztük kaparók és egy kisebb malomkő töredéke melyeket a falu közepénél a falun átvezető útról leágazó földút mellett találtak. Ezeket a szakemberek a Sopot kultúra IV. fázisához és a Lasinja kultúrához sorolták. Ennek közelében a bronzkori Urnamezős kultúrához tartozó leletek (sok cseréptöredék, két kézimalom töredéke és három mikrolit) is előkerültek. A vaskort a szintén közelben talált, a La Tène-kultúrához tartozó, finoman megmunkált cseréptöredékek képviselik. A település keleti végén egy enyhe, délkeleti lejtésű domboldalon a 14. és 16. század közötti középkori leletek, szürke durvább megmunkálású edénytöredékek, egy okker színű edény szalagfogantyújának része és egy kovácsműhelyből származó salakdarab jelzik, hogy itt a középkorban is település volt.
A mai település az 1920-as években jött létre a Longya-patak völgyében, amikor a horvát Zagorje térségéből, Bednja, Gornje Jesenje és Zlatar közeléből Granice és Polubaše településekre mintegy 120 zagorjei család érkezett. A második világháború idején polgári lakossága különösen sokat szenvedett mindkét oldal fegyveres erőinek pusztításától. A szomszédos Granice és Rozmajerovac falvakkal együtt 123 polgári lakosa esett áldozatul a háborúnak, mely az 1931-es összlakosság 12%-ának fele meg. Emlékükre az 1990-es években a granicei Szűz Mária templom elé emlékkeresztet állítottak. 1948 óta számít önálló településnek. Az 1970-es évek óta a fiatalok elvándorlása miatt lakossága folyamatosan csökken. A falunak 2011-ben 17 horvát lakosa volt. Ma már a kihalófélben levő falvak közé tartozik.

## Lakossága
| Lakosság változása | Lakosság változása | Lakosság változása | Lakosság változása | Lakosság változása | Lakosság változása | Lakosság változása | Lakosság változása | Lakosság változása | Lakosság változása | Lakosság változása | Lakosság változása | Lakosság változása | Lakosság változása | Lakosság változása | Lakosság változása |
| ------------------ | ------------------ | ------------------ | ------------------ | ------------------ | ------------------ | ------------------ | ------------------ | ------------------ | ------------------ | ------------------ | ------------------ | ------------------ | ------------------ | ------------------ | ------------------ |
| 1857               | 1869               | 1880               | 1890               | 1900               | 1910               | 1921               | 1931               | 1948               | 1953               | 1961               | 1971               | 1981               | 1991               | 2001               | 2011               |
| 0                  | 0                  | 0                  | 0                  | 0                  | 0                  | 0                  | 0                  | 135                | 140                | 132                | 90                 | 40                 | 27                 | 24                 | 17                 |